# 韦莱达·切萨里
韦莱达·切萨里（義大利語：Velleda Cesari，1920年2月15日—2003年5月4日），意大利击剑运动员。她曾代表意大利参加1948年、1952年、1956年和1960年夏季奥林匹克运动会击剑比赛，其中在1960年奥运会收获一枚铜牌。